# حرف المسيترة
حرف المسيترة بلدة جبلية ومصيف ترتفع وسطياً 798 متر عن سطح البحر وتبعد عن مدينة اللاذقية 34 كيلومتر و10 كيلو متر عن مدينة القرداحة وتبعد عن مدينة جبلة 21 كيلو متر.
وهي مركز ناحية تتبع لمنطقة القرداحة، محافظة اللاذقية.

## القرى التابعة لناحية حرف المسيترة
تشمل ناحية حرف المسيترة عدة قرى مثل سنيبلة، السنقالين، شمبوطين، شنبرتي، فرشات، الدليبات، المرداسية، بزرمو، عين الحياة، العرقوب، القرندح، عروسة الجبل، حوران البودي، العامود وغيرها.

## من ملامح البلدة

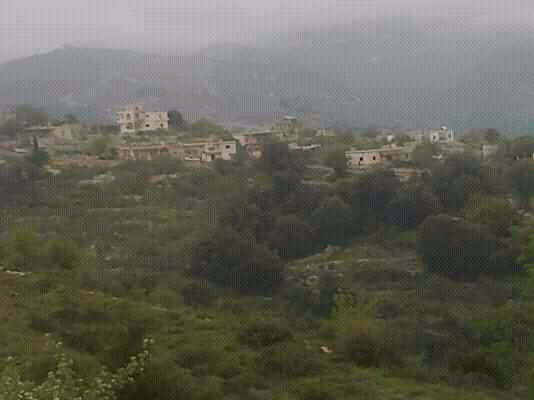
منظر لبلدة حرف المسيترة

من المحاصيل الزراعية في القرية التفاح والكرز والتين والجوز والزيتون. ما يميز الطراز المعماري في القرية هو أن غالبية بيوتها مشيدة من الحجر الكلسي الأبيض حيث تحتوي القرية على الكثير من مقالع الحجارة الكلسية. ديانة القرية هي الإسلام وأكبر جامع فيها في منطقة القلع حيث يقيم أشهر مشايخ القرية.